# Wipeout (chương trình truyền hình 2021)
Wipeout (tạm dịch: Cú ngã) là một trò chơi truyền hình của Mỹ dựa trên vượt chướng ngại vật, được dẫn dắt bởi John Cena, Nicole Byer và Camille Kostek, được công chiếu trên TBS vào ngày 1 tháng 4 năm 2021. Đây là phiên bản khởi động lại của Wipeout trên ABC kéo dài từ năm 2008 đến năm 2014. Chương trình đã được gia hạn thêm mùa thứ hai vào tháng 5  2021.

## Sản xuất
Vào tháng 4 năm 2020, có thông báo rằng Wipeout sẽ được TBS lên sóng phiên bản khởi động lại. Vào tháng 9 năm 2020, John Cena, Nicole Byer và Camille Kostek được công bố là người dẫn chương trình.
Vào ngày 11 tháng 2 năm 2021, có thông báo rằng chương trình sẽ lên sóng vào ngày 1 tháng 4 năm 2021. Tập đầu tiên cũng được phát sóng lại vào ngày hôm sau trên kênh chị em của TBS, The CW. Vào ngày 19 tháng 5 năm 2021, có thông báo rằng phiên bản khởi động lại đã được gia hạn thêm mùa thứ hai.
Vào ngày 19 tháng 10 năm 2021, có thông báo rằng các tập mới của mùa đầu tiên sẽ tiếp tục lên sóng vào ngày 11 tháng 1 năm 2022.
Vào ngày 5 tháng 10 năm 2023, có thông báo rằng mùa thứ hai sẽ lên sóng vào ngày 7 tháng 11 năm 2023.

## Tranh cãi về Michael Paredes
Vào ngày 18 tháng 11 năm 2020, một cuộc tranh cãi đã xảy ra khi thí sinh Michael Paredes của Wipeout  bất tỉnh và lên cơn đau tim khi đang tham gia cuộc thi vượt chướng ngại vật của chương trình và sau đó qua đời vào ngày hôm sau. Mặc dù nguyên nhân tử vong của Paredes được xác định là do đau tim liên quan đến tắc nghẽn động mạch tự nhiên, nhưng cái chết của anh xảy ra vào ngày sau khi anh tham gia cuộc thi, thậm chí Peredes còn tham gia cuộc thi trong khi đang bị viêm phổi cấp tính. Người ta cũng thừa nhận rằng các cuộc kiểm tra y tế, bao gồm cả điện tâm đồ là bắt buộc đối với các thí sinh của Wipeout trước khi họ tham gia cuộc thi.

## Các tập phát sóng

### Tổng quan
| Mùa | Mùa | Số tập | Số tập | Phát sóng gốc       | Phát sóng gốc      |
| Mùa | Mùa | Số tập | Số tập | Phát sóng lần đầu   | Phát sóng lần cuối |
| --- | --- | ------ | ------ | ------------------- | ------------------ |
|     | 1   | 20     | 20     | 1 tháng 4 năm 2021  | 8 tháng 3 năm 2022 |
|     | 2   | 20     | 20     | 7 tháng 11 năm 2023 | TBA                |

### Mùa 1 (2021–22)
| Phần 1   |    |                                   |                     |     |      |
| 1        | 1  | "The Big Balls Are Back, Baby!"   | 1 tháng 4 năm 2021  | 101 | 1.06 |
| 2        | 2  | "Big Ball Energy"                 | 8 tháng 4 năm 2021  | 102 | 0.89 |
| 3        | 3  | "OMFG Girl Run!"                  | 15 tháng 4 năm 2021 | 103 | 0.86 |
| 4        | 4  | "Love at First Trip"              | 22 tháng 4 năm 2021 | 104 | 0.82 |
| 5        | 5  | "Invasion of the Big Balls"       | 29 tháng 4 năm 2021 | 105 | 0.75 |
| 6        | 6  | "Tumble Sleep Eat Repeat"         | 6 tháng 5 năm 2021  | 106 | 0.69 |
| 7        | 7  | "Wipe-pedia Vol.1"                | 13 tháng 5 năm 2021 | 107 | 0.65 |
| 8        | 8  | "Get Ship Faced"                  | 20 tháng 5 năm 2021 | 108 | 0.54 |
| 9        | 9  | "Betting Battle"                  | 27 tháng 5 năm 2021 | 109 | 0.76 |
| 10       | 10 | "Now You Cena, Now You Don't"     | 3 tháng 6 năm 2021  | 110 | 0.70 |
| Đặc biệt |    |                                   |                     |     |      |
| 11       | 11 | "The Suicide Squad Special"       | 1 tháng 8 năm 2021  | 112 | 0.40 |
| Phần 2   |    |                                   |                     |     |      |
| 12       | 12 | "Lights, Camera, Wipeout!"        | 11 tháng 1 năm 2022 | 111 | 0.68 |
| 13       | 13 | "NOW That's What I Call Wipeout!" | 18 tháng 1 năm 2022 | 113 | 0.65 |
| 14       | 14 | "Nips, Flips 'n' Dips"            | 25 tháng 1 năm 2022 | 114 | 0.64 |
| 15       | 15 | "Smooching Cena"                  | 1 tháng 2 năm 2022  | 116 | 0.58 |
| 16       | 16 | "Camille's "Sick" Day"            | 8 tháng 2 năm 2022  | 115 | 0.46 |
| 17       | 17 | "Go! Fight! Kiss!"                | 15 tháng 2 năm 2022 | 117 | 0.43 |
| 18       | 18 | "You Can't Small-SEE Me"          | 22 tháng 2 năm 2022 | 118 | 0.61 |
| 19       | 19 | "Swole Daddy Issues"              | 1 tháng 3 năm 2022  | 119 | 0.50 |
| 20       | 20 | "The Road to Redemption"          | 8 tháng 3 năm 2022  | 120 | 0.35 |

### Mùa 2 (2023–25)
| Phần 1 |    |                                         |                      |     |      |
| 21     | 1  | "Big Ball Bromance"                     | 7 tháng 11 năm 2023  | 201 | 0.45 |
| 22     | 2  | "The Fast and the Furriest"             | 14 tháng 11 năm 2023 | 202 | 0.34 |
| 23     | 3  | "Thou Shall Wipe Out"                   | 21 tháng 11 năm 2023 | 203 | 0.39 |
| 24     | 4  | "The Big Leballski"                     | 28 tháng 11 năm 2023 | 204 | 0.38 |
| 25     | 5  | "Fit for a Prince"                      | 5 tháng 12 năm 2023  | 205 | 0.43 |
| Phần 2 |    |                                         |                      |     |      |
| 26     | 6  | "Jackie Chan Is Not in This One"        | 1 tháng 12 năm 2024  | 206 | 0.19 |
| 27     | 7  | "Couples Game Night!"                   | 8 tháng 12 năm 2024  | 207 | 0.31 |
| 28     | 8  | "Battle of the Biggest Fans"            | 15 tháng 12 năm 2024 | 208 | 0.24 |
| 29     | 9  | "All in a Day's Twerk"                  | 22 tháng 12 năm 2024 | 209 | 0.24 |
| 30     | 10 | "Business in Front, Wipeouts in Back"   | 29 tháng 12 năm 2024 | 210 | 0.26 |
| 31     | 11 | "Princess Camille Is Here"              | 5 tháng 1 năm 2025   | 211 | 0.26 |
| 32     | 12 | "John and Nicole's Excellent Adventure" | 12 tháng 1 năm 2025  | 212 | 0.28 |
| 33     | 13 | "Time to Drop the Hammock"              | 19 tháng 1 năm 2025  | 213 | 0.26 |
| 34     | 14 | "Cheetahs Never Win"                    | 26 tháng 1 năm 2025  | 214 | TBD  |

## Giải thưởng
| Năm  | Giải thưởng                             | Hạng mục                                      | Kết quả | Tham khảo |
| ---- | --------------------------------------- | --------------------------------------------- | ------- | --------- |
| 2022 | Hollywood Critics Association TV Awards | Best Cable Reality Show or Competition Series | Đề cử   | [ 41 ]    |

## Phát sóng quốc tế
Chương trình cũng được phát sóng tại Vương quốc Anh trên kênh E4, Đông Nam Á trên AXN, Canada trên CTV Comedy, Mỹ Latinh trên Warner Channel  Hà Lan trên RTL7 và Tây Ban Nha trên Boing.